# مكتب تنظيم التقنيات الجينية
يدعم مكتب تنظيم تكنولوجيا الجينات منظمات تكنولوجيا الجينات، وهو جزء من وزارة الصحة والشيخوخة التابعة للحكومة الأسترالية. أنشيء المكتب بموجب قانون الكومنولث للتكنولوجيا الجينية لعام 2000. يحدد هذا التشريع نظاماً تنظيمياً متسقاً على المستوى الوطني لتكنولوجيا الجينات في أستراليا.
في أستراليا، تعتبر جميع التعاملات مع الكائنات الحية المعدلة وراثياً (GMOs) الحية والقابلة للحياة، بما في ذلك الاستيراد، غير قانونية ما لم يتم التصريح بذلك بموجب القانون.
طور مكتب OGTR مجموعة من الوثائق لتزويد المنظمات والأطراف المهتمين بهذه التقنيات بالإرشادات حول المراقبة والالتزام بموجب القانون.
بموجب القانون, يجوز للجهة التنظيمية إصدار إرشادات تقنية وإجرائية فيما يتعلق بالكائنات المعدلة وراثياً (بموجب القسم 27 من القانون)، فيما يتعلق بإصدار الشهادات للمرافق لمستويات الاحتواء المحددة (القسم 90) وفيما يتعلق باعتماد المنظمات (القسم 98). القانون أو لوائح تكنولوجيا الجينات 2001 (اللوائح) أو الأدوات الصادرة عن اللوائح تتطلب الامتثال لهذه الإرشادات في إجراء التعاملات مع الكائنات المعدلة وراثياً أو في الحصول على الشهادة أو الاعتماد والحفاظ عليها.
لضمان الحصول على الموافقات أو التراخيص اللازمة قبل الاستيراد, تعمل OGTR بشكل وثيق مع خدمة الحجر الصحي والتفتيش الأسترالية (AQIS) خاصة فيما يتعلق بالبذور و الحبوب المعدلة وراثياً.

## المنظم
المنظم لديه مكتب قانوني مستقل مسؤول عن إدارة قانون تكنولوجيا الجينات لعام 2000 و قوانين الولايات والأقاليم المعنية. يتم تعيين المنظم من قبل الحاكم العام فقط بموافقة غالبية السلطات القضائية. وهي مسؤولة عن إدارة اللوائح التنظيمية الوطنية لتكنولوجيا الجينات على النحو المنصوص عليه في القانون. يعد موظفو OGTR جزءاً من وزارة الصحة.

### مالكو المكتب
الدكتور راج بهولا يشغل حالياً منصب منظم تكنولوجيا الجينات, وقد تم تعيينه لمدة خمس سنوات تبدأ في 18 يوليو 2016م. يتمتع بهولا بخبرة تزيد عن 20 عاماً في تنظيم استخدام المبيدات الحشرية في أستراليا. و قد شغل منصب المدير التنفيذي للتقييم العلمي والمراجعة الكيميائية في هيئة المبيدات الحشرية والأدوية البيطرية الأسترالية و مدير برنامج المبيدات الحشرية لما يقرب من 10 سنوات. مثل بهولا أستراليا في لجان الخبراء الدولية بما في ذلك لجنة الدستور الغذائي لمخلفات المبيدات الحشرية وساهم في المجموعات الفنية التابعة لمجموعة العمل التابعة لمنظمة التعاون والتنمية في الميدان الاقتصادي والمعنية بالمبيدات الحشرية. وقد اشتمل الكثير من هذا العمل على تطوير السياسة التقنية ومنهجيات تقييم المخاطر.

## أدوار ووظائف الجهة المنظمة
في إدارة تنظيم تكنولوجيا الجينات, تتحمل الجهة التنظيمية مسؤولية محددة لحماية صحة وسلامة الأشخاص, وحماية البيئة, من خلال تحديد المخاطر التي تشكلها تكنولوجيا الجينات أو نتيجة لها, ومن خلال إدارة هذه المخاطر عن طريق تنظيم تعاملات معينة مع الكائنات المعدلة وراثياً.
يحدد القسم 27 من القانون وظائف المنظم بـما يلي :
- أداء الوظائف فيما يتعلق بتراخيص الكائنات المعدلة وراثياً على النحو المنصوص عليه في القانون (الجزء 5), والذي يحدد نظام الترخيص الذي يمكن للشخص بموجبه التقدم إلى الجهة التنظيمية للحصول على ترخيص يسمح بالتعامل مع الكائنات المعدلة وراثياً
- يطور
  - مشروع مبادئ السياسة والمبادئ التوجيهية للسياسة, على النحو المطلوب من قبل LGFGT
  - مدونات قواعد الممارسة
- إصدار إرشادات فنية وإجرائية فيما يتعلق بالكائنات المعدلة وراثياً
- تقديم المعلومات والنصائح إلى
  - الوكالات التنظيمية الأخرى, حول الكائنات المعدلة وراثياً والمنتجات المعدلة وراثياً
  - الرأي العام, حول تنظيم الكائنات المعدلة وراثياً
  - منتدى الحوكمة التشريعية حول تكنولوجيا الجينات حول
    - عمليات المنظم واللجنة الاستشارية الفنية لتكنولوجيا الجينات
    - فعالية الإطار التشريعي لتنظيم الكائنات المعدلة وراثياً, بما في ذلك ما يتعلق بالتعديلات المحتملة للتشريعات ذات الصلة
- إجراء أو تكليف بإجراء بحث يتعلق بتقييم المخاطر والسلامة الحيوية للكائنات المعدلة وراثياً
- تعزيز التنسيق من قبل الوكالات التنظيمية لتقييم المخاطر المتعلقة بالكائنات المعدلة وراثياً والمنتجات المعدلة وراثياً
- مراقبة الممارسات الدولية فيما يتعلق بتنظيم الكائنات المعدلة وراثياً
- الحفاظ على روابط مع المنظمات الدولية التي تتعامل مع تنظيم تكنولوجيا الجينات والوكالات التي تنظم الكائنات المعدلة وراثياً في دول خارج أستراليا
- إجراء الوظائف الأخرى التي يخولها القانون أو اللوائح أو أي قانون آخر, مثل
  - مراقبة وإنفاذ التشريعات
  - تقدم تقارير ربع سنوية للوزير والبرلمان الاتحادي.

## ترتيبات الحوكمة
يوفر القانون واللوائح وما يوافقها من قوانين في الولايات والأقاليم نظاماً متسقاً على المستوى الوطني لتنظيم تطوير و استخدام تكنولوجيا الجينات في أستراليا. يحدد التشريع المنظم بصفته صاحب منصب قانوني مستقل لإدارة النظام الوطني. بموجب اتفاقية التكنولوجيا الجينية الحكومية, التزمت الولايات والأقاليم بالحفاظ على التشريعات المتسقة مع الكومنولث. المنظم مكلف بأداء الوظائف وممارسة السلطات بموجب القانون والتشريعات ذات الصلة.
بينما يجب على المنظم أن يأخذ في الاعتبار المخاطر على صحة الإنسان وسلامته و البيئة ذات الصلة بالتعامل مع الكائنات المعدلة وراثياً, فإن الوكالات الأخرى تتحمل مسؤولية تنظيم الكائنات المعدلة وراثياً أو المنتجات المعدلة وراثياً كجزء من صلاحيات أوسع أو مختلفة. أثناء تطوير تشريعات تكنولوجيا الجينات, تقرر أن أنشطة المنظم يجب أن تشكل جزءاً من إطار تشريعي متكامل يتضمن أيضاً عدداً من السلطات التنظيمية الأخرى ذات المسؤوليات والخبرات المكملة. هذا الترتيب يعزز صنع قرارات منسقة و يتجنب الازدواجية. كان قانون تكنولوجيا الجينات مصحوباً بتعديلات لاحقة على القوانين الأخرى ذات الصلة والمتعلقة بمتطلبات الطلب المتبادل وتقديم المشورة وتبادل المعلومات بين الجهة التنظيمية و الهيئات التنظيمية الأخرى ذات الصلة. تشمل هذه المتطلبات ما يلي:
- يجب أن يستشير المنظم وكالات الكومنولث التنظيمية المنصوص عليها في اللوائح بشأن جميع طلبات الترخيص للمعاملات التي تنطوي على الإصدار الدولي للكائنات المعدلة وراثياً في البيئة
- هناك متطلبات للوكالات التي تنظم المنتجات المعدلة وراثياً للتشاور و / أو إخطار المنظم فيما يتعلق بطلبات تسجيل المنتجات المعدلة وراثياً أو التي تحتوي على كائنات معدلة وراثياً.

تدعم هذه الأحكام التدفق الكافي وفي الوقت المناسب للمعلومات بين الوكالات لإثراء التقييمات والقرارات. (وفقاً لذلك, عندما توافق الوكالات الأخرى على المنتجات المعدلة وراثياً, فإنها تطلب المشورة من المنظم وتقدم إخطاراً بقراراتها إلى المنظم لإدراجها في سجل الكائنات المعدلة وراثياً. )

## روابط خارجية
- مكتب موقع منظم تكنولوجيا الجينات